# Kam Franklin
Kam Franklin (Houston, 1957. június 7. − ) amerikai énekesnő, dalszerző, performansz előadó, író, politikai aktivista, szónok. A Houston Soul és a The Suffers együttesek énekeseként ismert.

## Pályakép
A soul, a country, a gospel, a reggae és a rockzene is hatott rá. Kezdetben vokál-énekes volt.
Franklint 2008-ban, 2009-ben és 2011-ben jelölték a Houston Press Music Awardra a legjobb női énekes kategóriában. Végül elnyerte a díjat 2012-ben, majd 2014-ben is. Együttese, a The Suffers pedig 2012-ben Houston Press zenei díjat kapta meg. Franklin 2014-ben és 2015-ben elnyerte a Houston Press Music Awardot.
Houstonban tartózkodott, amikor 2017-ben elérte a Harvey hurrikán, amiről beszámolt a Texas Monthly újságnak. 2017 augusztusában a Minute Maid Parkban − egy Houston Astros baseball meccs előtt − elénekelte az amerikai himnuszt.
A JamBase hírújság azt írta róla, hogy Franklin és zenekara a rajongók kedvencévé vált. Jessie Dugan ékszertervező azt mondta, hogy Franklin a „rocksztár királyság kortárs víziója egy olyan világban, ahol a nők uralkodnak”. A Houstonia magazin „feltörekvő houstoni stílusikonnak” nevezte „lebilincselő, energikus stílusát”. Egy élő koncert kritikában a Houston Press: „A tömeg üvöltött Franklintől, aki már -már készen állt arra, hogy karjai és ízületei beszéljenek helyette”.

## Stúdióalbumok
- 2008: Bamitskam (EP)
- 2018: Nu Metals (EP)

### The Suffers
- 2013: Slow it Down b/w Step Aside (single)
- 2014: Make Some Room (EP)
- 2016: The Suffers (album)
- 2018: Everything Here (album)
- 2022: It Starts With Love (album)

## Filmek
- 2018: Nothing Really Happens (telefonkezelő)

## Fordítás
Ez a szócikk részben vagy egészben  a   Kam Franklin című angol Wikipédia-szócikk ezen változatának fordításán alapul.  Az eredeti cikk szerkesztőit annak laptörténete sorolja fel. Ez a jelzés csupán a megfogalmazás eredetét és a szerzői jogokat jelzi, nem szolgál a cikkben szereplő információk forrásmegjelöléseként.